# 代查尼市镇
代查尼市镇（羅馬化：Opština Dečani），是科索沃賈科維察區的一个市镇，行政中心为代查尼。市镇面积为297平方公里，人口数量为40,019人（2011年）。